# Ngurah Rai nemzetközi repülőtér
A Ngurah Rai nemzetközi repülőtér (IATA: DPS, ICAO: WADD) Indonézia egyik nemzetközi repülőtere, amely Denpasar közelében található. Éves utasforgalma 25 382 335 fő (2018). Üzemeltetője az Angkasa Pura.

## Kifutópályák
A repülőtér futópályái:
- 09/27 (3000 m, 45 m, aszfalt)

## Forgalom
Az utasforgalom az elmúlt években az alábbi módon változott:
| Utasok száma | 2 921 808 | 8 470 566 | 9 621 714 | 12 780 563 | 14 188 694 | 17 271 415 | 17 108 387 | 21 481 825 | 25 382 335 | 1 350 184 |
|              | 2006      | 2008      | 2009      | 2011       | 2012       | 2014       | 2015       | 2017       | 2018       | 2020      |

## Légitársaságok és úticélok
2025-ben a Ngurah Rai nemzetközi repülőtérről az alábbi járatok indulnak (Utoljára frissítve: 2025-02-16):
| Légitársaság               | Célállomások |
| -------------------------- | --- |
| Aero Dili                  | Dili |
| Aeroflot                   | Moscow–Sheremetyevo |
| AirAsia                    | Kuala Lumpur–International |
| AirAsia X                  | Kuala Lumpur–International |
| Air Busan                  | Busan |
| Air India                  | Delhi |
| Air New Zealand            | Auckland |
| Batik Air                  | Bangkok–Don Mueang, Jakarta–Halim Perdanakusuma, Labuan Bajo, Makassar, Manado, Perth, Singapore, Surabaya |
| Batik Air Malaysia         | Brisbane, Kuala Lumpur–International, Melbourne, Perth, Sydney |
| BBN Airlines               | Jakarta–Soekarno-Hatta |
| Cathay Pacific             | Hong Kong |
| Cebu Pacific               | Manila |
| China Airlines             | Taipei–Taoyuan |
| China Eastern Airlines     | Shanghai–Pudong |
| China Southern Airlines    | Guangzhou, Shenzhen |
| Citilink                   | Balikpapan, Dili, Jakarta–Halim Perdanakusuma, Jakarta–Soekarno-Hatta, Lombok, Makassar, Perth, Surabaya |
| Emirates                   | Dubai–International |
| Etihad Airways             | Abu Dhabi |
| EVA Air                    | Taipei–Taoyuan |
| Garuda Indonesia           | Balikpapan, Jakarta–Soekarno-Hatta, Labuan Bajo, Makassar, Melbourne, Seoul–Incheon, Singapore, Sorong, Surabaya, Sydney, Tokyo–Narita, Yogyakarta–International                                                     |
| Hong Kong Airlines         | Hong Kong |
| IndiGo                     | Bengaluru |
| Indonesia AirAsia          | Balikpapan, Bangkok–Don Mueang, Banjarmasin, Cairns, Darwin (újrakezdődik 2025. március 22-től), Hong Kong, Jakarta–Soekarno-Hatta, Kota Kinabalu, Kuala Lumpur–International, Labuan Bajo, Perth, Phuket, Singapore |
| Jeju Air                   | Seoul–Incheon |
| Jetstar                    | Adelaide, Brisbane, Cairns, Darwin, Melbourne, Perth, Sydney |
| Jetstar Asia               | Singapore |
| Juneyao Air                | Shanghai–Pudong |
| KLM                        | Amszterdam, Singapore |
| Korean Air                 | Seoul–Incheon |
| Lion Air                   | Balikpapan, Banjarmasin, Jakarta–Soekarno-Hatta, Kupang, Makassar, Manado, Medan, Palangkaraya, Semarang, Solo, Surabaya, Yogyakarta–International                                                                   |
| Malaysia Airlines          | Kuala Lumpur–International |
| NAM Air                    | Jakarta–Soekarno-Hatta, Tambolaka |
| Pelita Air                 | Jakarta–Soekarno-Hatta |
| Philippine Airlines        | Manila |
| Qantas                     | Melbourne, Sydney |
| Qatar Airways              | Doha |
| Saudia                     | Jeddah, Singapore (2025 április 2) |
| Scoot                      | Singapore |
| Singapore Airlines         | Singapore |
| Sriwijaya Air              | Makassar |
| Super Air Jet              | Bandung–Kertajati, Jakarta–Soekarno-Hatta, Pontianak, Surabaya |
| Thai AirAsia               | Bangkok–Don Mueang |
| Thai Airways International | Bangkok–Suvarnabhumi |
| TransNusa                  | Jakarta–Soekarno-Hatta, Manado, Perth (kezdődik 2025 március 20-tól) |
| Turkish Airlines           | Istanbul |
| VietJet Air                | Hanoi, Ho Chi Minh City |
| Virgin Australia           | Adelaide, Brisbane, Gold Coast, Melbourne, Sydney |
| Wings Air                  | Bima, Lombok, Sumbawa Besar, Tambolaka, Waingapu |
| XiamenAir                  | Xiamen |

1. ↑  Manado is continuation of Makassar flight as the same flight number.
2. ↑  Amszterdam is continuation of Singapore flight as the same flight number.
3. ↑  Jeddah is continuation of Singapore flight as the same flight number.